# Not Two Records
Not Two Records ist ein polnisches Musiklabel im Bereich des Free Jazz und der Improvisationsmusik, das 1998 gegründet wurde.
Not Two Records wird von Marek Winiarski geleitet, dem Mitbegründer von GOWI Records. Erste Produktion war das Duoalbum Live in Sofia von Leszek Możdżer/Adam Pierończyk. Seitdem entstanden bei Not Two Records Produktionen zunächst meist polnischer Musiker wie Grzegorz Karnas, Jacek Kochan, Leszek Kułakowski, Janusz Muniak, Marcin Oleś, Bartłomiej Oleś,  Andrzej Przybielski, Simple Acoustic Trio, Maciej Strzelczyk oder Agnieszka Skrzypek. Seit Beginn der 2000er Jahre veröffentlicht das Label auch eine Reihe von Alben internationaler Musiker, die z. T. in Kooperation mit polnischen Musikern entstanden sind. Darunter sind Produktionen von Jeb Bishop (Re-Collect, 2019), Anthony Braxton, Peter Brötzmann, Rob Brown, Theo Jörgensmann, Taylor Ho Bynum, Daniel Carter, Chris Dahlgren/Christopher Dell (3D (20)), Whit Dickey, Dominic Duval, Marco Eneidi/Peter Kowald/Damon Smith/Spirit (Ghetto Calypso 2006), Scott Fields, Joe Fonda, Satoko Fujii (Zephyros 2003), Vyacheslav Ganelin/Klaus Kugel, Joe Giardullo, Frode Gjerstad, Hasidic New Wave, Franz Hautzinger, Max Johnson, Joëlle Léandre, Michael Marcus, Sabir Mateen, Joe McPhee, Joe Morris, David Murray (Circles – Live In Cracow, 2003), Evan Parker, Ivo Perelman, Herb Robertson, Rova Saxophone Quartet, Matthew Shipp (Skin and Bones), Sirone, Steve Swell (5000 Poems, 2009), Gebhard Ullmann und Kris Wanders. Bei Not Two erschien auch die auf sieben CDs angelegte Produktion Past Present (2012) des DKV Trio mit Kent Kessler, Hamid Drake und Ken Vandermark.